# Польський театр у Варшаві

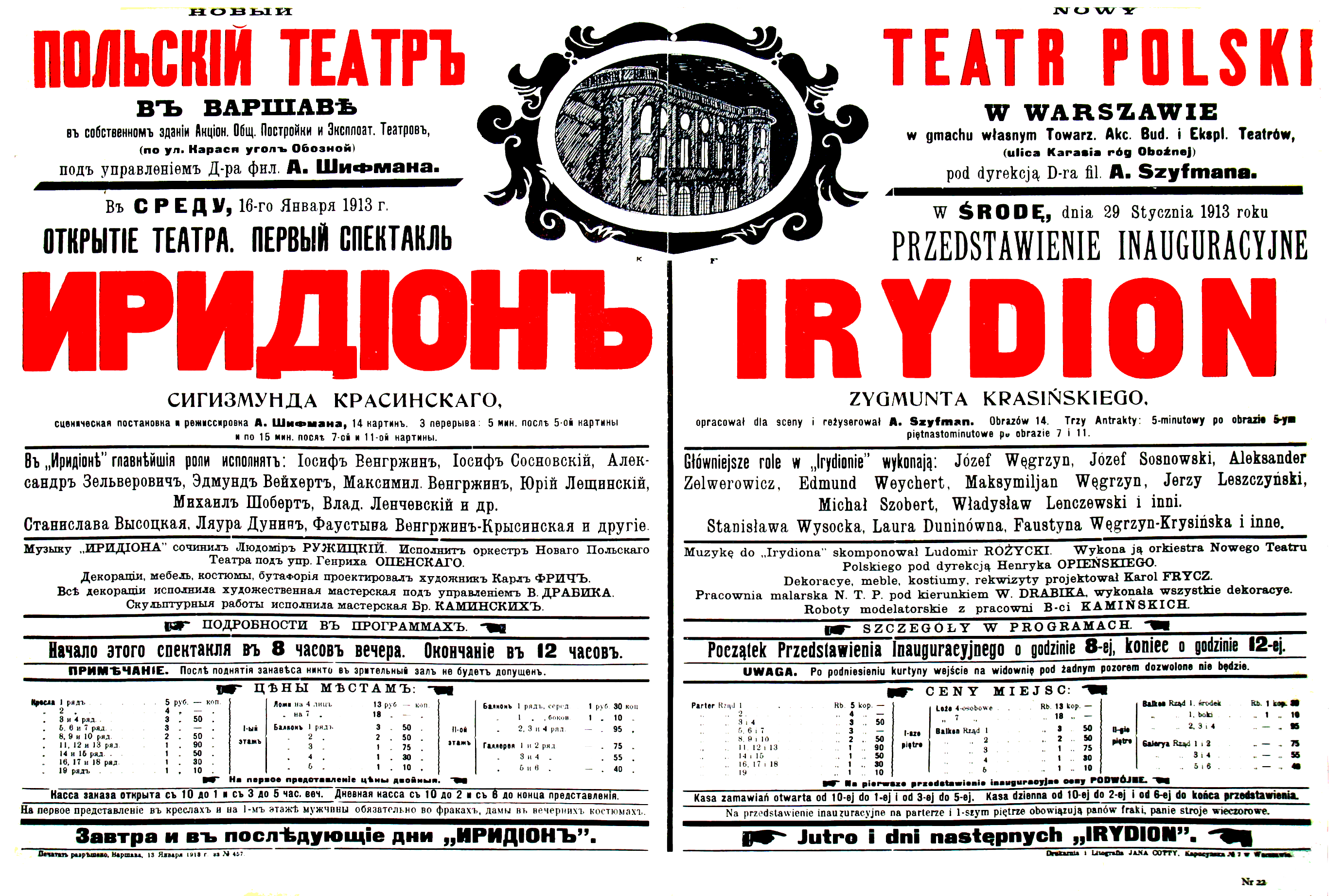
Плакат до вистави Іридіон на відкритті театру 1913 року

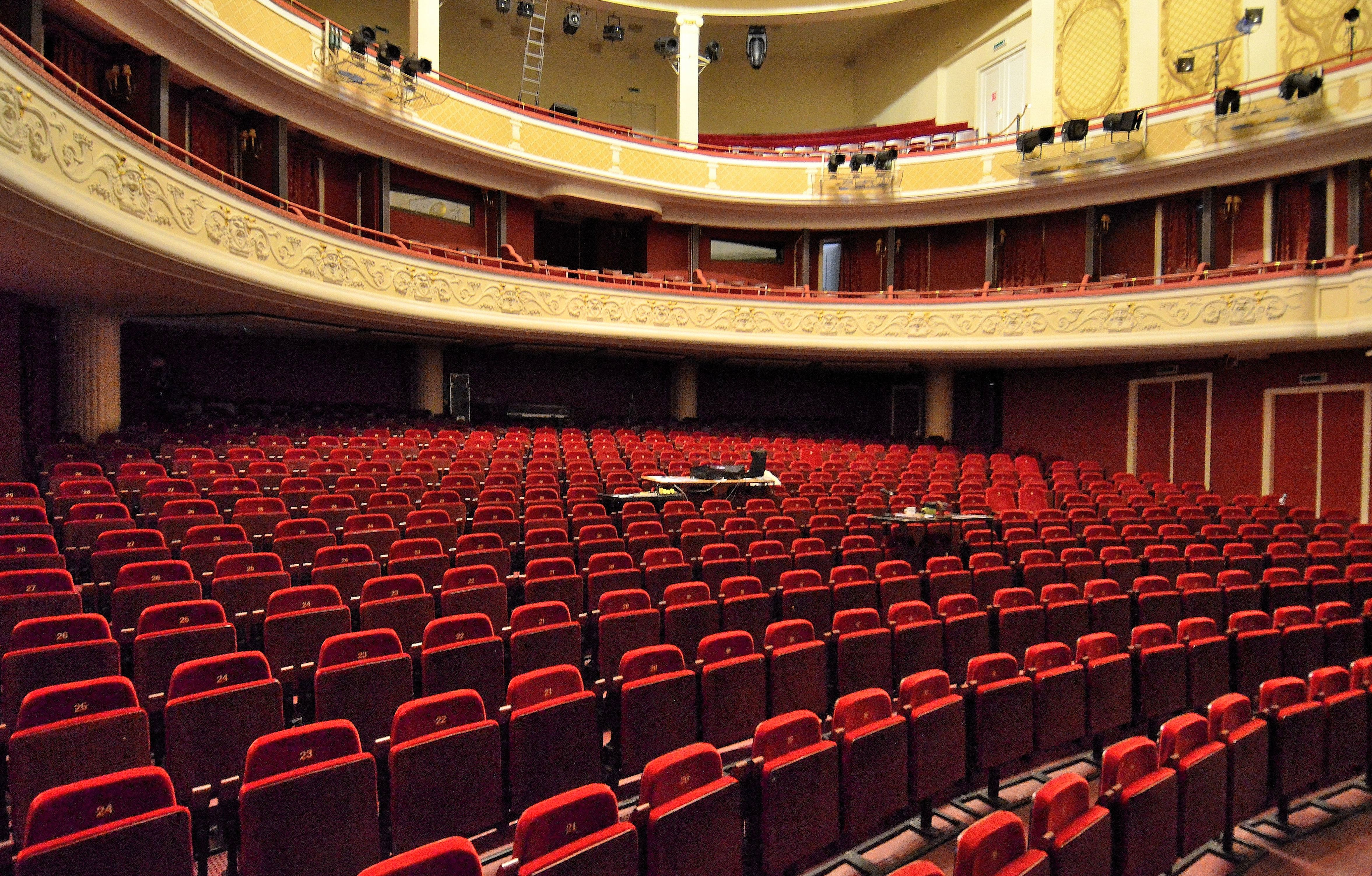
Глядацька зала театру

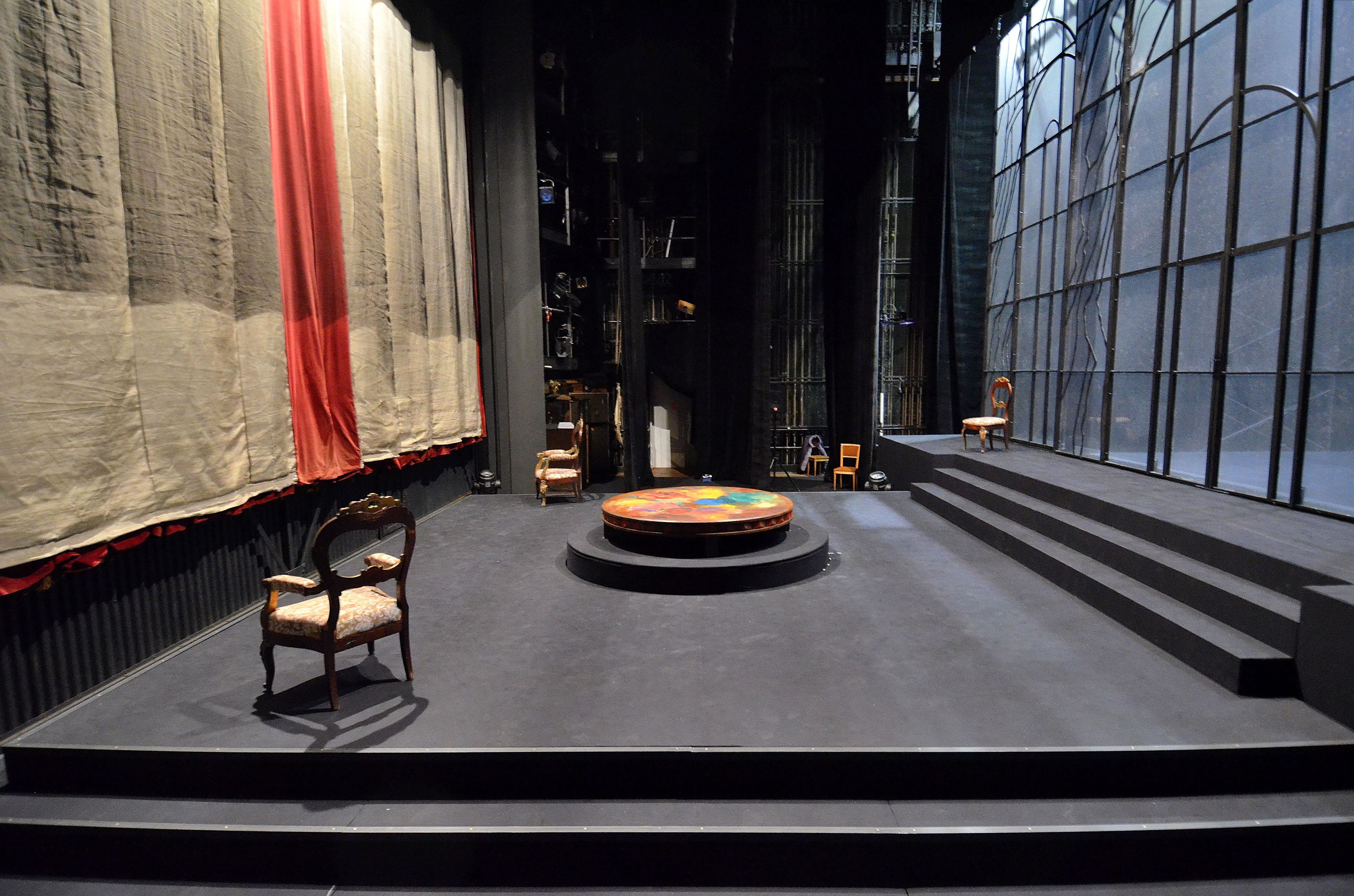
Сцена

Польський театр імені Арнольда Шифмана у Варшаві (пол. Teatr Polski im. Arnolda Szyfmana w Warszawie) — польський драматичний театр, відкритий 29 січня 1913 року за ініціативою польського драматурга і театрального режисера Арнольда Шифмана, як його приватний заклад.

## Історія
У 1909 році 27-річний Арнольд Щифман озвучив ідею створення драматичного театру у Варшаві. Він вирушив до Європи, щоб відвідати відомі сучасні театри. Підготовча робота зайняла два роки, а будівництво будівлі театру — рік. Урочисте відкриття театру відбулося 29 січня 1913 року постановкою вистави «Іридіон» Зигмунта Красинського.
Незважаючи на початкові труднощі, Польський театр швидко став провідним театром міста, коли справа доходить до монументального видовища, яке в першу чергу пов'язане з постаттю Леона Шиллера. Театр мав інноваційне на той час оснащення: театральна сцена була такою, що обертається. Тут показували постановки польської і зарубіжної класики, сучасної драматургії. У театрі працювали сучасні польські театральні діячі: Александр Зельверович, Єжи Лещинський, Казимеж Степовський, Марія Потоцька.
Під час німецької окупації Польщі, 6 жовтня 1940 театр було перейменовано в Theater der Stadt Warschau, після чого його бойкотували більшість польських митців і глядачів.. У 1944 році будівля театру повністю згоріла разом з костюмами, цінною бібліотекою і декораціями. Відновлювальні роботи були проведені в найкоротші терміни, і театр було знову відкрито 17 січня 1946 року.
Постановою Державної ради Польщі від 14 листопада 1953 року «За видатні досягнення в галузі театрального мистецтва, що є цінним внеском в польську культуру — у зв'язку з 40-річчям роботи» Польський театр у Варшаві було нагороджено орденом Прапора Праці класу I ступеня.
29 січня 2013 року до 100-ї річниці існування Польському театру йому було присвоєно ім'я його засновника Арнольда Шифмана.

## Директори театру
- 1913—1915: Арнольд Шифман
- 1917—1918: Людвік Сольський
- 1918—1939, 1945—1949: Арнольд Шифман
- 1949—1950: Леон Шиллер
- 1950—1955: Броніслав Дабровський
- 1955—1957: Арнольд Шифман
- 1957—1964: Станіслав Вітольд Балицький
- 1964—1966: Єжи Яшенський
- 1966—1968: Єжи Кречмар
- 1968—1981: Анджей Красинський і Август Ковальчик
- 1981—1995: Казимеж Деймек
- 1995—2009: Єжи Залевський — головний директор
- 1996—1999: Анджей Лапіцький — художній директор
- 1999—2010: Ярослав Кілліан — художній директор
- 2010: Марек Шийко — в. о. головного директора
- 2010: Ярослав Гаєвський — в. о. головного директора
- 2011: Анджей Северин — головний директор